# Saison 1973-1974 de la Juventus FC
Maillots
Chronologie
Saison précédente Saison suivante
La saison 1973-1974 de la Juventus Football Club est la soixante-et-onzième de l'histoire du club, créé soixante dix-sept ans plus tôt en 1897.
Le club piémontais prend part ici lors de cette saison à la 72e édition du championnat d'Italie (43e de Serie A), à la 26e édition de la Coupe d'Italie (en italien Coppa Italia), à la 19e édition de la Coupe des clubs champions européens, ainsi qu'à la 14e édition de la Coupe intercontinentale.

## Historique
Double championne en titre (pour la première fois depuis 12 ans), la Juventus Football Club de Giampiero Boniperti, toujours entraînée sur le banc par le tchécoslovaque Čestmír Vycpálek, entend bien à nouveau marquer son temps en continuant sur sa lancée.
Elle se renforce à nouveau durant son mercato estival avec quelques nouvelles arrivées comme les défenseurs Giorgio Mastropasqua et Alessandro Zagano, mais surtout celle du jeune espoir de 19 ans Claudio Gentile (un des futurs plus grands défenseurs de l'histoire du club, acheté pour la somme de 200 millions de lires). Au milieu de terrain, Fernando Viola retourne au club après un prêt d'une saison tandis que l'attaque est quant à elle renforcée à son tour par les arrivées de Giuliano Musiello, Pieraldo Nemo, ainsi que du jeune espoir formé au club Paolo Rossi.
Vers la fin du mois d'août, la Juve reprend la compétition avec la Coppa Italia.
Dans son groupe 1, les bianconeri terminent leur premier match avec une victoire 3-1 sur les marchigiani d'Ascoli (doublé d'Anastasi et but d'Altafini) le mercredi 29 août 1973. Trois jours plus tard, ils écrasent sur un score fleuve 5 buts à zéro le SPAL grâce à un doublé de Cuccureddu et un triplé de Anastasi. Vingt plus tard, c'est au tour du club d'Arezzo de subir la loi bianconera (4 à 0 avec Furino, Anastasi, Altafini et Cuccureddu comme buteurs). Avec enfin quatre succès en autant de matchs, ils terminent haut la main premiers de leur groupe, qualifiés pour le tour final.
Le 12 décembre, la Madama subit sa première défaite de coupe, 2-0 contre Palerme, avant que ne s'ensuive trois nuls consécutifs, jusqu'à la 5e journée et une victoire 3 buts à rien sur la Lazio (à la suite d'un doublé de Bettega et un but de Causio), suivit ensuite d'une dernière victoire, pourtant insuffisante pour qualifier le club pour la finale.

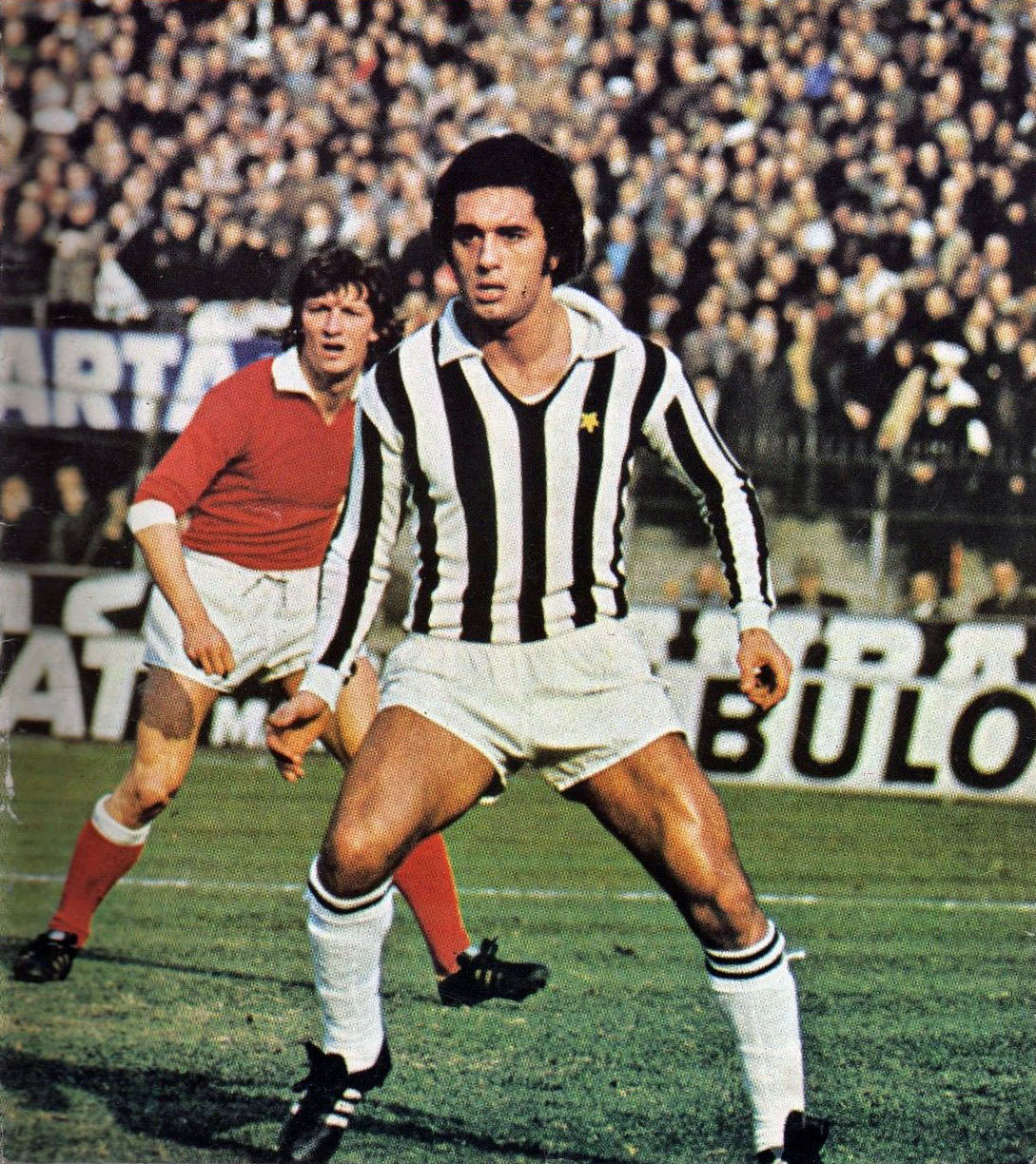
Le nouvel et jeune défenseur Claudio Gentile, futur légend juventina.

Ayant désormais les armes pour s'imposer parmi le haut des meilleures équipes d'Europe, les joueurs juventini retrouvent la Coupe des clubs champions européens après y avoir été finalistes lors de l'édition précédente.
Le 19 septembre, la Vecchia Signora se fait tout d'abord surprendre au Rudolf Harbig Stadion sur le score de deux buts à zéro face au Dynamo Dresde. Deux semaines plus tard pour le match à domicile à Turin, elle parvient à remonter la pente en s'imposant finalement 3 buts à 2 (réalisations de Furino, Altafini et Cuccureddu), insuffisant pour franchir le palier suivant.
La Juve ne parvient donc pas à confirmer les attentes placées en elle après un formidable parcours la saison dernière.
Mais le véritable trophée à défendre cette saison reste la Serie A, débutant cette année à partir du mois d'octobre. Lors de la première journée, la Juventus s'impose par 2-1 au Stadio Comunale sur Foggia (penalty de Cuccureddu et but de Bettega). Après un début de saison dans le ventre mou du classement, alternant résultats bons ou moins bons, la Juve écrase 3-0 le Genoa lors de la 5e journée (avec un doublé de Cuccureddu suivit d'un but de Capello), puis deux semaines plus tard 5 buts à 1 l'Hellas Vérone le 2 décembre (réalisations de Cuccureddu (doublé), Causio, Bet contre son camp et de Bettega). Elle connaît ensuite la deuxième défaite de sa saison lors de la 10e journée (2-1 sur le terrain de Cagliari malgré un but juventino de Altafini), avant d'enchaîner avec trois succès d'affilée.
Pour la première fois depuis 1964, un joueur juventino figure cette saison au classement du Ballon d'or. Pour cette édition 1973 qui a lieu cette année le 25 décembre, le gardien Dino Zoff termine sans grande surprise avec 15 votes à la seconde position du classement final.

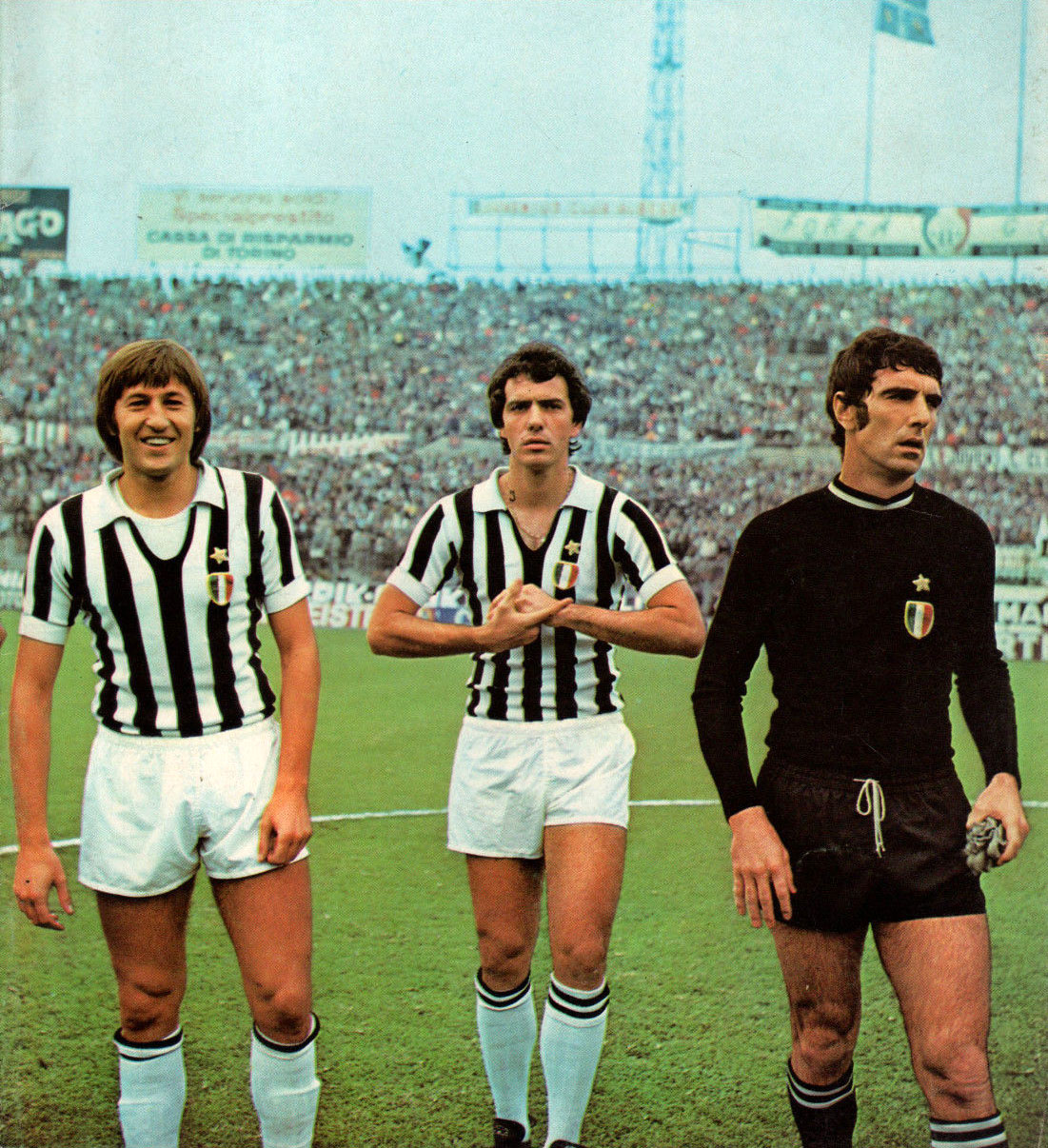
L'arrière gauche Marchetti, l'attaquant Bettega et le gardien Zoff avant un match du bianconeri au stade communal de Turin à la fin de 1973.

Le 3 février, les zèbres et Foggia, pour la première rencontre des phases retour, ne peuvent pas faire mieux que de se séparer sur un score nul et vierge, avant d'enchaîner avec trois victoires, deux nuls et une défaite. Lors de la 23e journée, pour le derby della Mole, un nouveau nul un but partout contre le Torino (but bianconero de Cuccureddu sur penalty) empêche la Juve de prendre du terrain sur son principal poursuivant, la Lazio, mais ne perdit ensuite plus de matchs jusqu'à la 28e journée (défaite 3-2 à Rome contre la Roma malgré deux buts de Anastasi pour la Juve). La journée suivante, le 12 mai, Anastasi inscrit un triplé qui permet à son club de s'imposer sur le score de 3 buts à 1 sur la Fiorentina à Turin, avant d'en inscrire ensuite un nouveau pour le compte de la dernière journée du championnat lors d'une victoire 3-0 contre le Lanerossi Vicence.
Malgré la meilleure attaque du championnat (50 buts inscrits), la Juventus FC laisse échapper son titre et termine avec ses 16 succès, 9 nuls et 5 défaites à 41 points, à deux points de la Lazio qui remporte là son premier scudetto.
Le 28 novembre a lieu la toute première compétition intercontinentale de l'histoire de la Juve avec la Coupe intercontinentale 1973.
Le match est au départ censer opposer les argentins de l'Independiente (vainqueur de la Copa Libertadores 1973) aux néerlandais de l'Ajax (vainqueur de la coupe des clubs champions 1972-73), avant que ces derniers ne soient finalement remplacés par la Juventus (finaliste de la C1) à la suite de leur refus de participer à la compétition, officiellement pour des raisons de budget. Se jouant sur un système de matchs aller-retour, la Vieille Dame refusa également de se rendre en Argentine et négocia avec le club sud-américain d'Avellaneda pour que ne se joue qu'une seule rencontre sur terrain neutre. Elle joue finalement le match contre les Diables rouges à Rome au Stadio Olimpico et perd la rencontre 1-0 en fin de match, Cuccureddu ayant raté un penalty en première période.
À la suite des bons résultats du club, six joueurs bianconeri sont cette année sélectionnés par Ferruccio Valcareggi pour disputer la coupe du monde 1974 en Allemagne de l'Ouest, tous avec l'équipe italienne (qui ne passe finalement pas le premier tour), le gardien de but Dino Zoff, les défenseurs Luciano Spinosi et Francesco Morini, les milieux de terrain Fabio Capello et Franco Causio, ainsi que l'attaquant Pietro Anastasi.
Avec un renouveau offensif de qualité (le sicilien Pietro Anastasi terminant à nouveau meilleur buteur toutes compétitions confondues de la saison bianconera avec 23 buts) et une défense solide, la Juventus, vice-championne nationale pour la 11e fois de son histoire, termine une saison, bien que correcte, sans titre.

## Déroulement de la saison

### Résultats en championnat
- Phase aller

| dimanche 7 octobre 1973 1re journée | Juventus                            | 2 - 1 | Foggia     | Stadio Comunale, Turin 15h00 Arbitre : Motta |
| dimanche 7 octobre 1973 1re journée | Cuccureddu 44e (pen.) · Bettega 76e |       | 13e Pavone | Stadio Comunale, Turin 15h00 Arbitre : Motta |

| dimanche 14 octobre 1973 2e journée | Naples                        | 2 - 0 | Juventus | Stadio San Paolo, Naples 15h00 Arbitre : Bernardis |
| dimanche 14 octobre 1973 2e journée | Cané 45e · Clerici 78e (pen.) |       |          | Stadio San Paolo, Naples 15h00 Arbitre : Bernardis |

| dimanche 28 octobre 1973 3e journée | Juventus                                    | 3 - 1 | Lazio         | Stadio Comunale, Turin 15h00 Arbitre : Lo Bello |
| dimanche 28 octobre 1973 3e journée | Altafini 50e · Bettega 62e · Cuccureddu 86e |       | 45e Chinaglia | Stadio Comunale, Turin 15h00 Arbitre : Lo Bello |

| dimanche 4 novembre 1973 4e journée | Bologne | 0 - 0 | Juventus | Stadio Comunale, Bologne 15h00 Arbitre : Serafino |
| dimanche 4 novembre 1973 4e journée |         |       |          | Stadio Comunale, Bologne 15h00 Arbitre : Serafino |

| dimanche 18 novembre 1973 5e journée | Juventus                                | 3 - 0 | Genoa | Stadio Comunale, Turin 15h00 Arbitre : Torelli |
| dimanche 18 novembre 1973 5e journée | Cuccureddu 10e 30e (pen.) · Capello 86e |       |       | Stadio Comunale, Turin 15h00 Arbitre : Torelli |

| dimanche 25 novembre 1973 6e journée | Milan                        | 2 - 2 | Juventus         | Stadio San Siro, Milan 15h00 Arbitre : Lattanzi |
| dimanche 25 novembre 1973 6e journée | Rivera 21e (pen.) 87e (pen.) |       | 43e 77e Anastasi | Stadio San Siro, Milan 15h00 Arbitre : Lattanzi |

| dimanche 2 décembre 1973 7e journée | Juventus                                                      | 5 - 1 | Hellas Vérone  | Stadio Comunale, Turin 14h30 Arbitre : Reggiani |
| dimanche 2 décembre 1973 7e journée | Cuccureddu 25e 26e · Causio 53e · Bet 56e (csc) · Bettega 65e |       | 46e Zaccarelli | Stadio Comunale, Turin 14h30 Arbitre : Reggiani |

| dimanche 9 décembre 1973 8e journée | Torino | 0 - 1          | Juventus | Stadio Comunale, Turin 14h30 62 902 spectateurs Arbitre : Panzino |
| dimanche 9 décembre 1973 8e journée |        | 74e Cuccureddu |          | Stadio Comunale, Turin 14h30 62 902 spectateurs Arbitre : Panzino |

| dimanche 16 décembre 1973 9e journée | Juventus                   | 2 - 2 | Cesena                   | Stadio Comunale, Turin 14h30 Arbitre : Levrero |
| dimanche 16 décembre 1973 9e journée | Bettega 29e · Anastasi 73e |       | 13e Brignani · 49e Festa | Stadio Comunale, Turin 14h30 Arbitre : Levrero |

| dimanche 23 décembre 1973 10e journée | Cagliari            | 2 - 1 | Juventus     | Stadio Sant'Elia, Cagliari 14h30 Arbitre : Angonese |
| dimanche 23 décembre 1973 10e journée | Gori 45e · Riva 85e |       | 50e Altafini | Stadio Sant'Elia, Cagliari 14h30 Arbitre : Angonese |

| dimanche 30 décembre 1973 11e journée | Sampdoria    | 1 - 2 | Juventus         | Stade Luigi-Ferraris, Gênes 14h30 Arbitre : Toselli |
| dimanche 30 décembre 1973 11e journée | Chiarenza 8e |       | 25e 63e Altafini | Stade Luigi-Ferraris, Gênes 14h30 Arbitre : Toselli |

| dimanche 6 janvier 1974 12e journée | Juventus                             | 2 - 0 | Inter | Stadio Comunale, Turin 14h30 Arbitre : Serafino |
| dimanche 6 janvier 1974 12e journée | Altafini 72e · Cuccureddu 78e (pen.) |       |       | Stadio Comunale, Turin 14h30 Arbitre : Serafino |

| dimanche 13 janvier 1974 13e journée | Juventus                     | 2 - 1 | Roma      | Stadio Comunale, Turin 14h30 Arbitre : Menicucci |
| dimanche 13 janvier 1974 13e journée | Capello 42e · Cuccureddu 73e |       | 66e Orazi | Stadio Comunale, Turin 14h30 Arbitre : Menicucci |

| dimanche 20 janvier 1974 14e journée | Fiorentina                  | 2 - 0 | Juventus | Stadio Comunale, Florence 14h30 Arbitre : Michelotti |
| dimanche 20 janvier 1974 14e journée | Merlo 11e (pen.) · Caso 84e |       |          | Stadio Comunale, Florence 14h30 Arbitre : Michelotti |

| dimanche 27 janvier 1974 15e journée | Juventus | 0 - 0 | Lanerossi Vicence | Stadio Comunale, Turin 14h30 Arbitre : Gialluisi |
| dimanche 27 janvier 1974 15e journée |          |       |                   | Stadio Comunale, Turin 14h30 Arbitre : Gialluisi |

- Phase retour

| dimanche 3 février 1974 16e journée | Foggia | 0 - 0 | Juventus | Stadio Pino Zaccheria, Foggia 15h00 Arbitre : Lo Bello |
| dimanche 3 février 1974 16e journée |        |       |          | Stadio Pino Zaccheria, Foggia 15h00 Arbitre : Lo Bello |

| dimanche 10 février 1974 17e journée | Juventus                          | 4 - 1 | Naples             | Stadio Comunale, Turin 15h00 Arbitre : Ciacci |
| dimanche 10 février 1974 17e journée | Capello 7e 51e · Anastasi 20e 48e |       | 76e (pen.) Clerici | Stadio Comunale, Turin 15h00 Arbitre : Ciacci |

| dimanche 17 février 1974 18e journée | Lazio                                      | 3 - 1 | Juventus            | Stadio Olimpico, Rome 15h00 Arbitre : Panzino |
| dimanche 17 février 1974 18e journée | Garlaschelli 5e · Chinaglia 27e 66e (pen.) |       | 55e (pen.) Anastasi | Stadio Olimpico, Rome 15h00 Arbitre : Panzino |

| dimanche 3 mars 1974 19e journée | Juventus              | 1 - 1 | Bologne            | Stadio Comunale, Turin 15h00 Arbitre : Casarin |
| dimanche 3 mars 1974 19e journée | Cuccureddu 58e (pen.) |       | 81e (pen.) Savoldi | Stadio Comunale, Turin 15h00 Arbitre : Casarin |

| dimanche 10 mars 1974 20e journée | Genoa | 0 - 1          | Juventus | Stade Luigi-Ferraris, Gênes 15h30 Arbitre : Gialluisi |
| dimanche 10 mars 1974 20e journée |       | 12e Cuccureddu |          | Stade Luigi-Ferraris, Gênes 15h30 Arbitre : Gialluisi |

| dimanche 17 mars 1974 21e journée | Juventus                    | 2 - 0 | Milan | Stadio Comunale, Turin 15h30 Arbitre : Menegali |
| dimanche 17 mars 1974 21e journée | Anastasi 46e · Altafini 84e |       |       | Stadio Comunale, Turin 15h30 Arbitre : Menegali |

| dimanche 24 mars 1974 22e journée | Hellas Vérone | 0 - 0 | Juventus | Stadio Marcantonio Bentegodi, Vérone 15h30 Arbitre : Serafino |
| dimanche 24 mars 1974 22e journée |               |       |          | Stadio Marcantonio Bentegodi, Vérone 15h30 Arbitre : Serafino |

| dimanche 31 mars 1974 23e journée | Juventus              | 1 - 1 | Torino       | Stadio Comunale, Turin 15h30 56 986 spectateurs Arbitre : Motta |
| dimanche 31 mars 1974 23e journée | Cuccureddu 58e (pen.) |       | 81e Graziani | Stadio Comunale, Turin 15h30 56 986 spectateurs Arbitre : Motta |

| dimanche 7 avril 1974 24e journée | Cesena | 0 - 2                      | Juventus | Stadio Dino Manuzzi, Cesena 15h30 Arbitre : Lo Bello |
| dimanche 7 avril 1974 24e journée |        | 6e Anastasi · 69e Altafini |          | Stadio Dino Manuzzi, Cesena 15h30 Arbitre : Lo Bello |

| dimanche 14 avril 1974 25e journée | Juventus   | 1 - 1 | Cagliari | Stadio Comunale, Turin 15h30 Arbitre : Barbaresco |
| dimanche 14 avril 1974 25e journée | Causio 53e |       | 84e Riva | Stadio Comunale, Turin 15h30 Arbitre : Barbaresco |

| dimanche 21 avril 1974 26e journée | Juventus       | 2 - 0 | Sampdoria | Stadio Comunale, Turin 15h30 Arbitre : Torelli |
| dimanche 21 avril 1974 26e journée | Bettega 5e 58e |       |           | Stadio Comunale, Turin 15h30 Arbitre : Torelli |

| dimanche 28 avril 1974 27e journée | Inter | 0 - 2           | Juventus | Stadio San Siro, Milan 15h30 Arbitre : Michelotti |
| dimanche 28 avril 1974 27e journée |       | 32e 54e Bettega |          | Stadio San Siro, Milan 15h30 Arbitre : Michelotti |

| dimanche 5 mai 1974 28e journée | Roma                                       | 3 - 2 | Juventus         | Stadio Olimpico, Rome 16h00 Arbitre : Menicucci |
| dimanche 5 mai 1974 28e journée | Domenghini 12e · Negrisolo 42e · Prati 74e |       | 16e 52e Anastasi | Stadio Olimpico, Rome 16h00 Arbitre : Menicucci |

| dimanche 12 mai 1974 29e journée | Juventus            | 3 - 1 | Fiorentina   | Stadio Comunale, Turin 16h00 Arbitre : Lo Bello |
| dimanche 12 mai 1974 29e journée | Anastasi 9e 78e 86e |       | 83e De Sisti | Stadio Comunale, Turin 16h00 Arbitre : Lo Bello |

| dimanche 19 mai 1974 30e journée | Lanerossi Vicence | 0 - 3               | Juventus | Stadio Romeo Menti, Vicence 16h00 Arbitre : Prati |
| dimanche 19 mai 1974 30e journée |                   | 1re 8e 38e Anastasi |          | Stadio Romeo Menti, Vicence 16h00 Arbitre : Prati |

#### Classement
|  |    | Classement final 1973-1974 | Pts | MJ | V  | N  | D | BP | BC | Dif |
|  | -- | -------------------------- | --- | -- | -- | -- | - | -- | -- | --- |
|  | 1. | Lazio                      | 43  | 30 | 18 | 7  | 5 | 45 | 23 | +22 |
|  | 2. | Juventus                   | 41  | 30 | 16 | 9  | 5 | 50 | 26 | +24 |
|  | 3. | Naples                     | 36  | 30 | 12 | 12 | 6 | 35 | 28 | +7  |

### Résultats en coupe
- Phases de poule

| mercredi 29 août 1973 1re journée | Juventus                        | 3 - 1 | Ascoli        | Stadio Comunale, Turin 21h00 Arbitre : Gialluisi |
| mercredi 29 août 1973 1re journée | Anastasi 20e 63e · Altafini 69e |       | 88e Carnevali | Stadio Comunale, Turin 21h00 Arbitre : Gialluisi |

| dimanche 2 septembre 1973 2e journée | SPAL | 0 - 5                                            | Juventus | Stadio Comunale, Ferrare 21h00 Arbitre : Gussoni |
| dimanche 2 septembre 1973 2e journée |      | 17e 77e (pen.) Cuccureddu · 59e 80e 88e Anastasi |          | Stadio Comunale, Ferrare 21h00 Arbitre : Gussoni |

| dimanche 23 septembre 1973 5e journée | Juventus                                                  | 4 - 0 | Arezzo | Stadio Comunale, Turin 21h00 Arbitre : Trinchieri |
| dimanche 23 septembre 1973 5e journée | Furino 27e · Anastasi 30e · Altafini 52e · Cuccureddu 68e |       |        | Stadio Comunale, Turin 21h00 Arbitre : Trinchieri |

| mercredi 7 novembre 1973 3e journée | Foggia | 0 - 1             | Juventus | Stadio Pino Zaccheria, Foggia Arbitre : Cantelli |
| mercredi 7 novembre 1973 3e journée |        | 42e (csc) Liguori |          | Stadio Pino Zaccheria, Foggia Arbitre : Cantelli |

|  |    | Classement groupe 1 | Pts | MJ | V | N | D | BP | BC | Dif |
|  | -- | ------------------- | --- | -- | - | - | - | -- | -- | --- |
|  | 1. | Juventus            | 8   | 4  | 4 | 0 | 0 | 13 | 1  | +12 |
|  | 2. | SPAL                | 6   | 4  | 3 | 0 | 1 | 7  | 8  | -1  |
|  | 3. | Ascoli              | 4   | 4  | 2 | 0 | 2 | 4  | 5  | -1  |

- 2e tour

| mercredi 12 décembre 1973 1re journée | Palerme                    | 2 - 0 | Juventus | Stadio La Favorita, Palerme 14h30 Arbitre : Gussoni |
| mercredi 12 décembre 1973 1re journée | Ballabio 21e · Barbana 87e |       |          | Stadio La Favorita, Palerme 14h30 Arbitre : Gussoni |

| dimanche 23 janvier 1974 2e journée | Lazio | 0 - 0 | Juventus | Stadio Olimpico, Rome 14h30 Arbitre : Bernardis |
| dimanche 23 janvier 1974 2e journée |       |       |          | Stadio Olimpico, Rome 14h30 Arbitre : Bernardis |

| mercredi 6 février 1974 3e journée | Juventus    | 1 - 1 | Cesena     | Stadio Comunale, Turin 14h30 Arbitre : Lattanzi |
| mercredi 6 février 1974 3e journée | Spinosi 36e |       | 45e Toschi | Stadio Comunale, Turin 14h30 Arbitre : Lattanzi |

| mercredi 20 février 1974 4e journée | Juventus    | 1 - 1 | Palerme     | Stadio Comunale, Turin 15h00 Arbitre : Prati |
| mercredi 20 février 1974 4e journée | Anastasi 5e |       | 54e Buttini | Stadio Comunale, Turin 15h00 Arbitre : Prati |

| mercredi 27 mars 1974 5e journée | Juventus                     | 3 - 0 | Lazio | Stadio Comunale, Turin 15h00 Arbitre : Lazzaroni |
| mercredi 27 mars 1974 5e journée | Bettega 1re 55e · Causio 75e |       |       | Stadio Comunale, Turin 15h00 Arbitre : Lazzaroni |

| mercredi 1er mai 1974 6e journée | Cesena | 0 - 1        | Juventus | Stadio Dino Manuzzi, Cesena 16h30 Arbitre : Ciacci |
| mercredi 1er mai 1974 6e journée |        | 84e Musiello |          | Stadio Dino Manuzzi, Cesena 16h30 Arbitre : Ciacci |

|  |    | Classement groupe B | Pts | MJ | V | N | D | BP | BC | Dif |
|  | -- | ------------------- | --- | -- | - | - | - | -- | -- | --- |
|  | 1. | Palerme             | 8   | 6  | 3 | 2 | 1 | 8  | 3  | +5  |
|  | 2. | Juventus            | 7   | 6  | 2 | 3 | 1 | 6  | 4  | +2  |
|  | 3. | Cesena              | 5   | 6  | 1 | 3 | 2 | 5  | 7  | -2  |

### Résultats en coupe des clubs champions
- 16e-de-finale

| mercredi 19 septembre 1973 Match aller | Dynamo Dresde             | 2 - 0 | Juventus | Rudolf Harbig Stadion, Dresde 21h00 Arbitre : Bucheli |
| mercredi 19 septembre 1973 Match aller | Kreische 29e · Schade 40e |       |          | Rudolf Harbig Stadion, Dresde 21h00 Arbitre : Bucheli |

| mercredi 3 octobre 1973 Match retour | Juventus                                  | 3 - 2 | Dynamo Dresde        | Stadio Comunale, Turin 21h00 Arbitre : Loraux |
| mercredi 3 octobre 1973 Match retour | Furino 9e · Altafini 25e · Cuccureddu 30e |       | 24e Rau · 75e Sachse | Stadio Comunale, Turin 21h00 Arbitre : Loraux |

### Résultats en coupe intercontinentale
| mercredi 28 novembre 1973 | Juventus | 0 - 1       | Independiente | Stadio Olimpico, Rome 20h30 22 489 spectateurs Arbitre : Delcourt |
| mercredi 28 novembre 1973 |          | 80e Bochini |               | Stadio Olimpico, Rome 20h30 22 489 spectateurs Arbitre : Delcourt |

### Matchs amicaux
| dimanche 19 août 1973 | Atalanta | 0 - 0 | Juventus |  |
| dimanche 19 août 1973 |          |       |          |  |

| mercredi 22 août 1973 | Juventus         | 2 - 0 | Bulgarie |  |
| mercredi 22 août 1973 | Buteurs inconnus |       |          |  |

| dimanche 9 septembre 1973 | Palerme          | 2 - 1 | Juventus       |  |
| dimanche 9 septembre 1973 | Buteurs inconnus |       | Buteur inconnu |  |

| jeudi 13 septembre 1973 | Carrarese | 0 - 3            | Juventus |  |
| jeudi 13 septembre 1973 |           | Buteurs inconnus |          |  |

| jeudi 27 septembre 1973 | Savone           | 3 - 3 | Juventus         |  |
| jeudi 27 septembre 1973 | Buteurs inconnus |       | Buteurs inconnus |  |

| jeudi 23 mai 1974 | Lucchese | 0 - 4            | Juventus |  |
| jeudi 23 mai 1974 |          | Buteurs inconnus |          |  |

| mercredi 5 juin 1974 | Novare         | 1 - 2 | Juventus         |  |
| mercredi 5 juin 1974 | Buteur inconnu |       | Buteurs inconnus |  |

| mardi 11 juin 1974 | Umbertide | score inconnu | Juventus |  |
| mardi 11 juin 1974 |           |               |          |  |

#### Trophée Ramón de Carranza
- Demi-finale

| samedi 25 août 1973 | Athletic Bilbao  | 1 - 0 | Juventus | Estadio Ramón de Carranza, Cadix |
| samedi 25 août 1973 | Morini 25e (csc) |       |          | Estadio Ramón de Carranza, Cadix |

- Match pour la 3e place

| dimanche 26 août 1973 | Ajax                     | 2 - 0 | Juventus | Estadio Ramón de Carranza, Cadix |
| dimanche 26 août 1973 | Kleton 7e · Hulshoff 65e |       |          | Estadio Ramón de Carranza, Cadix |

## Effectif du club
Effectif des joueurs de la Juventus Football Club lors de la saison 1973-1974.

## Buteurs
Voici ici les buteurs de la Juventus Football Club toutes compétitions confondues.
| 23 buts - Pietro Anastasi 16 buts - Antonello Cuccureddu 10 buts - José Altafini - Roberto Bettega 4 buts - Fabio Capello | 3 buts - Franco Causio 2 buts - Giuseppe Furino 1 but - Giuliano Musiello - Luciano Spinosi |